# Szwedzkie odznaczenia
Reforma systemu orderowego z 31 grudnia 1974 zniosła możliwość nadawania orderów dla obywateli szwedzkich, zlikwidowała Order Miecza oraz Order Wazów, a także ograniczyła nadawanie Orderu Gwiazdy Polarnej do odznaczania obcokrajowców i członków szwedzkiej rodziny królewskiej. W 1975 ten ostatni order otrzymał nowe kolory wstęg i wstążek, zamiast dotychczasowych czarnych dostał niebieskie z żółtymi krawędziami.
15 grudnia 2022 system orderowy został przywrócony w pełnym zakresie, umożliwiając obywatelom Szwecji otrzymywanie wszystkich trzech orderów za zasługi, a obcokrajowcom otrzymywanie także orderów Miecza oraz Wazów (ustawa weszła w życie 1 lutego 2023). Został on też w niewielkim stopniu zmodernizowany i uaktualniony.
Kolejność starszeństwa szwedzkich odznaczeń opisuje instrukcja mundurowa Szwedzkich Sił Zbrojnych z 2009 i regulamin mundurowy tychże z 2015. Odznaczenia podzielono na dwanaście literowanych kategorii:
| Baretka                                                                                                | Nazwa polska                                                                              | Nazwa szwedzka                                                                                    | Rok ustan.                         | Skróty literowe                    |
| Kat. A. Order Jego Wysokości Króla                                                                     | Kat. A. Order Jego Wysokości Króla                                                        | Kat. A. Order Jego Wysokości Króla                                                                | Kat. A. Order Jego Wysokości Króla | Kat. A. Order Jego Wysokości Króla |
| --- | ----------------------------------------------------------------------------------------- | ------------------------------------------------------------------------------------------------- | ---------------------------------- | ---------------------------------- |
| | Order Królewski Serafinów                                                                 | Kungliga Serafimerorden                                                                           | 1748                               | R(L)SerafO                         |
| Kat. B. Odznaczenia wojenne                                                                            |                                                                                           |                                                                                                   |                                    |                                    |
| | Złoty Krzyż Wojenny Orderu Królewskiego Miecza                                            | Kungliga Svärdsorden krigskors i guld                                                             | 1952                               | SOKrg K 1kl                        |
| | Srebrny Krzyż Wojenny Orderu Królewskiego Miecza                                          | Kungliga Svärdsorden krigskors i silver                                                           | 1952                               | SOKrg K 2kl                        |
| | Brązowy Krzyż Wojenny Orderu Królewskiego Miecza                                          | Kungliga Svärdsorden krigskors i brons                                                            | 1952                               | SOKrg K 3kl                        |
| | Złoty Medal za Męstwo w Polu / na Morzu                                                   | Medaljen för tapperhet i fält/till sjöss i guld                                                   | 1789                               | GMtf(ts)                           |
| | Srebrny Medal za Męstwo w Polu / na Morzu                                                 | Medaljen för tapperhet i fält/till sjöss i silver                                                 | 1789                               | SMtf(ts)                           |
| | Odznaka Honorowa Floty Wojennej                                                           | Örlogsflottans hederstecken                                                                       | 1789                               |                                    |
| | Złoty Medal Zasługi Sił Zbrojnych z mieczem                                               | Försvarsmaktens förtjänstmedalj med svärd i guld                                                  | 2008                               | FMGMmsv                            |
| | Srebrny Medal Zasługi Sił Zbrojnych z mieczem                                             | Försvarsmaktens förtjänstmedalj med svärd i silver                                                | 2008                               | FMSMmsv                            |
| | Złoty Medal Zasługi Sił Zbrojnych                                                         | Försvarsmaktens förtjänstmedalj i guld                                                            | 2008                               | FMGM                               |
| | Srebrny Medal Zasługi Sił Zbrojnych                                                       | Försvarsmaktens förtjänstmedalj i silver                                                          | 2008                               | FMSM                               |
| | Złoty Medal Sił Zbrojnych za Rany w Walce (polegli w walce)                               | Försvarsmaktens medalj för sårade i strid (stupat i strid)                                        | 2011                               | FMGMsis                            |
| | Srebrny Medal Sił Zbrojnych za Rany w Walce z 2 gwiazdkami                                | Försvarsmaktens medalj för sårade i strid med 2 stjärn                                            | 2011                               | FMSMsismstjärn                     |
| | Srebrny Medal Sił Zbrojnych za Rany w Walce z gwiazdką                                    | Försvarsmaktens medalj för sårade i strid med stjärn                                              | 2011                               | FMSMsismstjärn                     |
| | Srebrny Medal Sił Zbrojnych za Rany w Walce                                               | Försvarsmaktens medalj för sårade i strid                                                         | 2011                               | FMSMsis                            |
| Kat. C. Królewskie odznaczenia pamiątkowe                                                              |                                                                                           |                                                                                                   |                                    |                                    |
| złoty łańcuch                                                                                          | Odznaka Króla Gustawa III z okazji chrztu Księcia Gustawa Adolfa                          | Gustav III:s faddertecken vid kronprinsen Gustaf Adolfs dop                                       | 1778                               | GIII:sFadt                         |
| | Medal Jubileuszowy Króla Oskara II (25. lat panowania) – 3 wersje                         | Konung Oscar II:s jubileumsminnestecken                                                           | 1897                               | OII:sJmt                           |
| | Medal Pamiątkowy Srebrnego Wesela Księcia Gustawa i Księżnej Wiktorii                     | Kronprins Gustafs (V) och Kronprinsessan Victorias silverbröllopsmedalj                           | 1906                               | GVSbm                              |
| | Medal Pamiątkowy Złotego Wesela Króla Oskara II i Królowej Zofii                          | Konung Oscar II:s och Drottning Sofias guldbröllopsminnestecken                                   | 1907                               | OIISGbmt                           |
| | Medal Jubileuszowy Króla Gustawa V (70. urodziny)                                         | Konung Gustaf V:s jubileumsminnestecken                                                           | 1928                               | GV:sJmt                            |
| | Medal Jubileuszowy Króla Gustawa V (90. urodziny)                                         | Konung Gustaf V:s jubileumsminnestecken II                                                        | 1948                               | GV:sJmtII                          |
| | Medal Wspomnieniowy Króla Gustawa V (pośmiertny)                                          | Konung Gustav V:s minnestecken                                                                    | 1951                               | GV:sMt                             |
| | Medal Jubileuszowy Króla Gustawa VI Adolfa (85. urodziny)                                 | Konung Gustav VI Adolfs minnesmedalj                                                              | 1967                               | GVIA:sMM                           |
| | Medal Jubileuszowy Króla Karola XVI Gustawa (50. urodziny)                                | Konung Carl XVI Gustafs jubileumsminnestecken I                                                   | 1996                               | CXVIG:sJmt                         |
| | Medal Pamiątkowy Wesela Księżniczki Wiktorii i Księcia Daniela                            | Kronprinsessan Victorias och Prins Daniels bröllopsminnesmedalj                                   | 2010                               | VD:sBMM                            |
| | Medal Jubileuszowy Króla Karola XVI Gustawa (40. lat panowania)                           | Konung Carl XVI Gustafs jubileumsminnestecken II                                                  | 2013                               | CXVIG:sJmtII                       |
| | Medal Jubileuszowy Króla Karola XVI Gustawa (70. urodziny)                                | Konung Carl XVI Gustafs jubileumsminnestecken III                                                 | 2016                               | CXVIG:sJmtIII                      |
| Kat. D. Medale Jego Wysokości Króla                                                                    |                                                                                           |                                                                                                   |                                    |                                    |
| | Medal Serafinów                                                                           | Serafimermedaljen                                                                                 | 1748                               | SerafM                             |
| złoty łańcuch                                                                                          | Medal Jego Wysokości Króla (złoty rozm. 12* z brylantami do noszenia na szyi na łańcuchu) | H.M. Konungens medalj (guld av 12:e storleken med briljanter att bäras om halsen i kedja av guld) | 1814                               | Kon:sGM12mkedjaobr                 |
| złoty łańcuch                                                                                          | Medal Jego Wysokości Króla (złoty rozm. 12* do noszenia na szyi na łańcuchu)              | H.M. Konungens medalj (guld av 12:e storleken att bäras om halsen i kedja av guld)                | 1814                               | Kon:sGM12mkedja                    |
| | Medal Jego Wysokości Króla (złoty rozm. 12* do noszenia na szyi na błękitnej wstędze)     | H.M. Konungens medalj (guld av 12:e storleken att bäras om halsen i Serafimerordens band)         | 1814                               | Kon:sGM12mserafb                   |
| | Medal Jego Wysokości Króla (złoty rozm. 12* do noszenia na szyi na granatowej wstędze)    | H.M. Konungens medalj (guld av 12:e storleken att bäras om halsen i högblått band)                | 1814                               | Kon:sGM12mhb                       |
| | Medal Jego Wysokości Króla (złoty rozm. 8* do noszenia na piersi na błękitnej wstążce)    | H.M. Konungens medalj (guld av 8:e storleken att bäras på bröstet i Serafimerordens band)         | 1814                               | Kon:sGM8serafb                     |
| | Medal Jego Wysokości Króla (złoty rozm. 8* do noszenia na piersi na granatowej wstążce)   | H.M. Konungens medalj (guld av 8:e storleken att bäras på bröstet i högblått band)                | 1814                               | Kon:sGM8                           |
| | Medal Jego Wysokości Króla (złoty rozm. 5* do noszenia na piersi na granatowej wstążce)   | H.M. Konungens medalj (guld av 5:e storleken att bäras på bröstet i högblått band)                | 1814                               | Kon:sGM5                           |
| | Medal Jego Wysokości Króla (srebrny rozm. 8* do noszenia na piersi na granatowej wstążce) | H.M. Konungens medalj (silver av 8:e storleken att bäras på bröstet i högblått band)              | 1814                               | Kons:sSM                           |
| | Medal Litteris et Artibus (specjalny przypadek)                                           | Medaljen Litteris et Artibus (särskilda fall)                                                     | 1853                               | GMleta                             |
| | Medal Litteris et Artibus                                                                 | Medaljen Litteris et Artibus                                                                      | 1853                               | GMleta                             |
| | Medal Księcia Eugeniusza                                                                  | Prins Eugen-medaljen                                                                              | 1945                               | EugGM                              |
| | Medal Księcia Karola                                                                      | Prins Carl-medaljen                                                                               | 1945                               | CarlGM                             |
| Kat. E. Królewskie ordery rycerskie (kawalerskie)                                                      |                                                                                           |                                                                                                   |                                    |                                    |
| | Order Królewski Miecza – Komandor Krzyża Wielkiego                                        | Kungliga Svärdsorden – Kommendör med stora korset                                                 | 1748                               | KmstkSO                            |
| | Order Królewski Miecza – Komandor 1. Klasy                                                | Kungliga Svärdsorden – Kommendör av första klassen                                                | 1748                               | KSO1kl                             |
| | Order Królewski Miecza – Komandor                                                         | Kungliga Svärdsorden – Kommendör                                                                  | 1748                               | KSO                                |
| | Order Królewski Miecza – Kawaler 1. Klasy                                                 | Kungliga Svärdsorden – Riddare av första klassen                                                  | 1748                               | RSO1kl                             |
| | Order Królewski Miecza – Kawaler 2. Klasy                                                 | Kungliga Svärdsorden – Riddare av andra klassen                                                   | 1748                               | RSO                                |
| | Order Królewski Gwiazdy Polarnej – Komandor Krzyża Wielkiego                              | Kungliga Nordstjärneorden – Kommendör med stora korset                                            | 1748                               | KmstkNO                            |
| | Order Królewski Gwiazdy Polarnej – Komandor 1. Klasy                                      | Kungliga Nordstjärneorden – Kommendör av första klassen                                           | 1748                               | K1NO                               |
| | Order Królewski Gwiazdy Polarnej – Komandor                                               | Kungliga Nordstjärneorden – Kommendör                                                             | 1748                               | KNO                                |
| | Order Królewski Gwiazdy Polarnej – Kawaler                                                | Kungliga Nordstjärneorden – Riddare                                                               | 1748                               | RNO                                |
| | Order Królewski Gwiazdy Polarnej – Komandor Krzyża Wielkiego                              | Kungliga Nordstjärneorden – Kommendör med stora korset                                            | 1748                               | KmstkNO                            |
| | Order Królewski Gwiazdy Polarnej – Komandor 1. Klasy                                      | Kungliga Nordstjärneorden – Kommendör av första klassen                                           | 1748                               | K1NO                               |
| | Order Królewski Gwiazdy Polarnej – Komandor                                               | Kungliga Nordstjärneorden – Kommendör                                                             | 1748                               | KNO                                |
| | Order Królewski Gwiazdy Polarnej – Kawaler 1. Klasy                                       | Kungliga Nordstjärneorden – Riddare av första klassen                                             | 1748                               | KNO/LNO                            |
| | Order Królewski Gwiazdy Polarnej – Kawaler 2. Klasy                                       | Kungliga Nordstjärneorden – Riddare av andra klassen                                              | 1748                               | RNO/LNO                            |
| | Order Królewski Wazów – Komandor Krzyża Wielkiego                                         | Kungliga Vasaorden – Kommendör med stora korset                                                   | 1772                               | KmstkVO                            |
| | Order Królewski Wazów – Komandor 1. Klasy                                                 | Kungliga Vasaorden – Kommendör av första klassen                                                  | 1772                               | KVO1kl                             |
| | Order Królewski Wazów – Komandor                                                          | Kungliga Vasaorden – Kommendör                                                                    | 1772                               | KVO                                |
| | Order Królewski Wazów – Kawaler 1. Klasy                                                  | Kungliga Vasaorden – Riddare av första klassen                                                    | 1772                               | RVO1kl                             |
| | Order Królewski Wazów – Kawaler 2. Klasy                                                  | Kungliga Vasaorden – Riddare av andra klassen                                                     | 1772                               | RVO                                |
| | Odznaka Królewska Wazów                                                                   | Kungliga Vasatecknet                                                                              | 1895                               | Vt                                 |
| | Order Karola XIII                                                                         | Carl XIII:s orden                                                                                 | 1748                               | RCXIIIO                            |
| Kat. F. Oficjalne szwedzkie medale orderowe                                                            |                                                                                           |                                                                                                   |                                    |                                    |
| | Medal Serafinów                                                                           | Kungliga Serafimermedaljen                                                                        | 1748                               | SerafM                             |
| | Medal Królewski Miecza                                                                    | Kungliga Svärdsmedaljen                                                                           | 1850                               | SVSM                               |
| | Medal Królewski Gwiazdy Polarnej                                                          | Kungliga Nordstjärnemedaljen                                                                      | 1986                               | NOGM                               |
| | Złoty Medal Królewski Wazów                                                               | Kungliga Vasamedaljen i guld                                                                      | 1895                               | VGM                                |
| | Srebrny Medal Królewski Wazów                                                             | Kungliga Vasamedaljen i silver                                                                    | 1895                               | VSM                                |
| Kat. G. Nadawane przez rząd królewskie medale                                                          |                                                                                           |                                                                                                   |                                    |                                    |
| | Medal Illis quorum meruere labores                                                        | Medaljen „Illis quorum meruere labores”                                                           | 1785                               | GMiq                               |
| | Złoty Medal Sui memores alios fecere merendo                                              | Medaljen „Sui memores alios fecere merendo” i guld (ost. nadanie w 1970)                          | 1832                               | GMsm                               |
| | Srebrny Medal Sui memores alios fecere merendo                                            | Medaljen „Sui memores alios fecere merendo” i silver (ost. nadanie w 1970)                        | 1832                               | SMsm                               |
| | Medal za Sławne Czyny (złoty rozm. 8*)                                                    | Medaljen för berömliga gärningar (guld av 8:e storleken)                                          | 1832                               | GMbg                               |
| | Medal za Sławne Czyny (złoty rozm. 5*)                                                    | Medaljen för berömliga gärningar (guld av 5:e storleken)                                          | 1832                               | GMbg5                              |
| złoty łańcuch                                                                                          | Medal Zasługi Obywatelskiej (złoty rozm. 18* na łańcuchu)                                 | Medaljen för medborgerlig förtjänst (guld av 18:e storleken i kedja)                              | 1832                               | GMmf18mkedja                       |
| | Medal Zasługi Obywatelskiej (złoty rozm. 12*)                                             | Medaljen för medborgerlig förtjänst (guld av 12:e storleken)                                      | 1832                               | GMmf12                             |
| | Medal Zasługi Obywatelskiej (złoty rozm. 8*)                                              | Medaljen för medborgerlig förtjänst (guld av 8:e storleken)                                       | 1832                               | GMmf8                              |
| | Medal Zasługi Obywatelskiej (złoty rozm. 5*)                                              | Medaljen för medborgerlig förtjänst (guld av 5:e storleken)                                       | 1832                               | GMmf5                              |
| | Medal Zasługi Obywatelskiej (srebrny rozm. 8*)                                            | Medaljen för medborgerlig förtjänst (silver av 8:e storleken)                                     | 1832                               | SMmf8                              |
| | Medal za Staranną Opiekę nad Reniferami (złoty)                                           | Medaljen för omsorgsfull renvård (guld)                                                           | 1897                               | GMren                              |
| | Medal za Staranną Opiekę nad Reniferami (srebrny)                                         | Medaljen för omsorgsfull renvård (silver)                                                         | 1897                               | SMren                              |
| Kat. H. Medale o jednorazowym charakterze (nadawane decyzją króla)                                     |                                                                                           |                                                                                                   |                                    |                                    |
| | Medal Jego Wysokości Króla z okazji jubileuszu 200-lecia USA                              | H.M. Konungens medalj med anledning av Amerikas Förenta Staters 200‐årsjubileum                   | 1976                               |                                    |
| Kat. I. Pozostałe szwedzkie oficjalne medale (resortowe)                                               |                                                                                           |                                                                                                   |                                    |                                    |
| | różne                                                                                     |                                                                                                   |                                    |                                    |
| Kat. J. Półoficjalne szwedzkie ordery                                                                  |                                                                                           |                                                                                                   |                                    |                                    |
| | Kawaler z Prawa Orderu św. Jana                                                           | Rättsriddare av Johanniterorden                                                                   | 1920                               | RRJohO                             |
| | Kawaler Orderu św. Jana                                                                   | Riddare av Johanniterorden                                                                        | 1920                               | RJohO                              |
| Kat. K. Półoficjalne szwedzkie odznaczenia (w większości z wizerunkiem monarchy i królewskiej korony)  |                                                                                           |                                                                                                   |                                    |                                    |
| | różne                                                                                     |                                                                                                   |                                    |                                    |
| Kat. L. Pozostałe szwedzkie medale i odznaki z wizerunkiem monarchy i/lub symbolu państwowego (korony) |                                                                                           |                                                                                                   |                                    |                                    |
| | różne                                                                                     |                                                                                                   |                                    |                                    |
| Odznaczenia państw zagranicznych                                                                       |                                                                                           |                                                                                                   |                                    |                                    |
| | różne                                                                                     |                                                                                                   |                                    |                                    |
| Odznaczenia międzynarodowe                                                                             |                                                                                           |                                                                                                   |                                    |                                    |
| | różne                                                                                     |                                                                                                   |                                    |                                    |

- 18:e storleken – rozm. 18 (średnica 56 mm, noszony na łańcuchu lub wstędze na szyi)
- 15:e storleken – rozm. 15 (średnica 51 mm, noszony na łańcuchu lub wstędze na szyi)
- 12:e storleken – rozm. 12 (średnica 43 mm, noszony na łańcuchu lub wstędze na szyi)
- 8:e storleken – rozm. 8 (średnica 33 mm, noszony na wstążce na piersi)
- 6:e storleken – rozm. 6 (średnica 27 mm, noszony na wstążce na piersi)
- 5:e storleken – rozm. 5 (średnica 24 mm, noszony na wstążce na piersi)